# Gumblar
Gumblar es un troyano/virus JavaScript que se instala en un computador y cada vez que se realiza una conexión a una página FTP de un servidor web, inserta su código. También conocido como Troj/JSRedir-R esta red de bots apareció por primera vez en 2009. 

## Características
Los virus iframes se caracterizan por incluir código en las páginas web, este código es en la forma de una iframe invisible que redirige al usuario a una web maligna en donde le infecta, a diferencia de otros tipos de malware, este virus requiere de webmasters para propagarse, básicamente lo que hace el virus es esperar por conexiones FTP al servidor, una vez que el webmaster o dueño de un sitio web ha accedido a su sitio vía FTP el virus pasa al sitio web en donde modifica algunas páginas html e inserta un código similar a:
```
<
iframe
 
src
=
”http://sitio_malicioso.xxx”
 
width
=
109
 
height
=
147
 
style
=
”visibility:
 
hidden
”
/>

```

Aunque se borre el virus, este vuelve a aparecer debido a que el PC del webmaster o persona con acceso FTP está infectado y cada vez que se conecta por FTP el virus pasa a las páginas web.
A menudo los usuarios de hosting piensan que el servidor donde está su página tiene el virus, pero no es así, el virus está en el propio PC de los usuarios, hecho comprobado por los fabricantes de antivirus. A través de los buscadores se puede observar que este es un virus netamente de usuario no de servidor.